# لامين ديالو
لامين ديالو (بالسلوفينية: Lamin Diallo)‏ هو لاعب كرة قدم سلوفيني في مركز الدفاع، ولد في 31 أغسطس 1991 في ليوبليانا في سلوفينيا. شارك مع منتخب سلوفينيا تحت 19 سنة لكرة القدم. أما مع النوادي، فقد لعب مع نادي دومجاله.

## وصلات خارجية
- لامين ديالو على موقع الاتحاد الأوربي (الإنجليزية)
- لامين ديالو على موقع قاعدة بيانات كرة القدم.إي يو (الإنجليزية)
- لامين ديالو على موقع عالم كرة القدم.نت (الإنجليزية)